# Агартала
Ага́ртала — город на северо-востоке Индии, административный центр штата Трипура.
Население — 399 688 жителей (2011), в основном бенгальцы. Крупнейший город штата. Население города увеличилось более чем вдвое после переписи в 2001 году, когда оно составляло 189,3 тыс. жителей, за счёт расширения территории города. Большинство населения города индуисты, также существуют общины мусульман, христиан-баптистов и буддистов.
Расположен на западе штата, в 2 км от границы с Бангладеш на реке Хаора (бассейн Ганга).
Город был основан махараджей Кришна Кишоре Маникья в 1849 году, как новая столица княжества. В 1940-х годах при махарадже Бир Бикрам Маникья Бахадуре город был существенно перестроен и расширен.
В городе есть аэропорт (Agartala Airport). Летом 2008 года была открыта железнодорожная линия, связавшая город с индийским штатом Ассам.
Трипурский университет (англ.).

## См. также

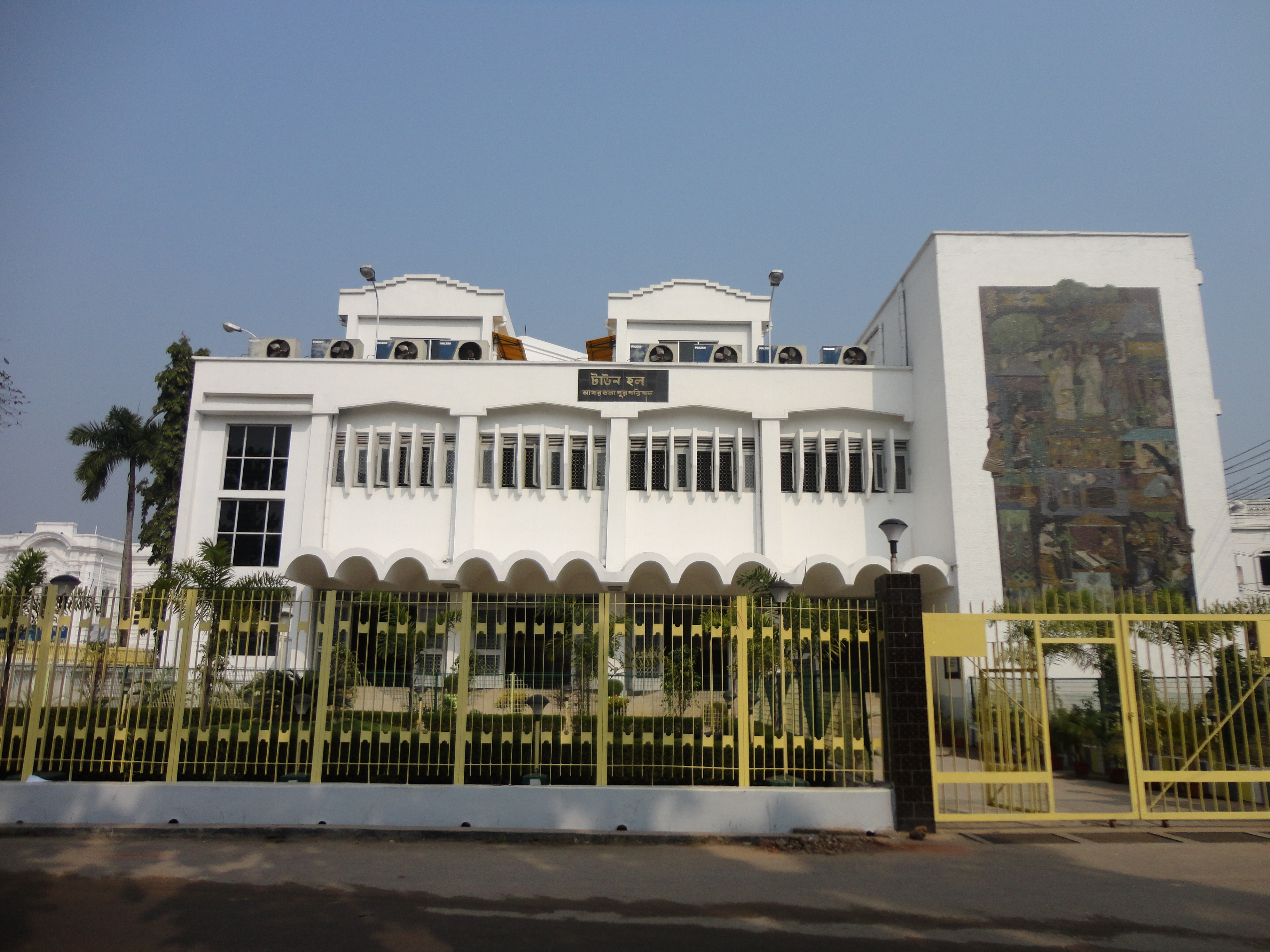
Ратуша Агарталы

## Климат
| Показатель                    | Янв. | Фев. | Март | Апр.  | Май   | Июнь  | Июль  | Авг.  | Сен.  | Окт.  | Нояб. | Дек. | Год    |
| ----------------------------- | ---- | ---- | ---- | ----- | ----- | ----- | ----- | ----- | ----- | ----- | ----- | ---- | ------ |
| Средний суточный максимум, °C | 25,7 | 28,5 | 32,9 | 34,2  | 32,9  | 31,5  | 31,3  | 31,5  | 31,7  | 30,9  | 29,0  | 26,4 | 30,54  |
| Средний суточный минимум, °C  | 9,8  | 13,1 | 18,6 | 22,3  | 23,6  | 24,5  | 24,7  | 24,6  | 24,2  | 22,0  | 16,5  | 11,1 | 19,58  |
| Норма осадков, мм             | 9,1  | 19,7 | 59,0 | 182,1 | 316,4 | 455,3 | 385,8 | 312,8 | 224,8 | 165,2 | 40,0  | 8,4  | 2178,6 |
| Источник: IMD                 |      |      |      |       |       |       |       |       |       |       |       |      |        |